# Mexico Mogelijk
Mexico Mogelijk (Spaans: México Posible) was een Mexicaanse politieke partij die bestond van 2002 tot 2003.
Geleid door Patricia Mercado werd de partij tijdens haar korte bestaan vooral bekend vanwege de strijd die zij leverde tegen de rooms-katholieke kerk over onder andere abortus. Mercado sleepte een aantal bisschoppen voor het gerecht nadat dezen haar beledigd zouden hebben. De eerste en enige keer dat de partij meedeed aan verkiezingen was tijdens de parlementsverkiezingen van 2003. Zij behaalde daarbij geen zetel en verloor daardoor haar erkenning. De partij ging vervolgens op in het Sociaal-Democratisch en Boerenalternatief (PASC).
PAN · PRI · PVEM · PT · MC · Morena